# Nipponaphis manoji
Nipponaphis manoji är en insektsart som beskrevs av Ghosh, A.K. och D.N. Raychaudhuri 1973. Nipponaphis manoji ingår i släktet Nipponaphis och familjen långrörsbladlöss. Inga underarter finns listade i Catalogue of Life.